# Безгильзовый патрон
Безгильзовый патрон — оружейный патрон, не имеющий гильзы как компонента.

## Описание
Безгильзовый патрон обладает целым рядом преимуществ. Отказ от гильзы, вес которой обычно составляет практически половину веса патрона, позволяет облегчить боекомплект (либо, при сохранении прежнего веса, значительно увеличить его объём), а также гарантированно избежать задержек в стрельбе, связанных с деформацией гильзы при заряжании. Кроме того, упрощается конструкция и, как следствие, повышается надёжность оружия, поскольку исчезает необходимость в экстрагировании стреляной гильзы, а также полностью исключается возможность разрывов или заеданий гильзы при экстрагировании. Отсутствие затрат времени на эту операцию позволяет увеличить скорострельность.
| Спецификация патрона                | Длина патрона, мм | Масса пули, г | Масса гильзы, г | Масса порохового заряда, г | Масса капсюля, г |
| ----------------------------------- | ----------------- | ------------- | --------------- | -------------------------- | ---------------- |
| Безгильзовый патрон калибра 7,62 мм | 53,00             | 9,33          | 0,00            | 2,92                       | 0,06             |
| 7.62 mm NATO                        | 71.05             | 9,33          | 12,31           | 2,72                       | 0,32             |

Однако создание надёжного и эффективного безгильзового патрона оказалось технически сложной задачей. В современном патроне гильза в первую очередь является специфической тарой, защищающей пороховой заряд от воздействия внешней среды (намокания, окисления кислородом воздуха и т. п.), преждевременного воспламенения в казённике, стенки которого раскалены предшествующими выстрелами, а также предохраняющей от прорыва пороховых газов через затвор при выстреле. Отказ от гильз означал, что эти проблемы необходимо решать иными способами.

## Патроны со сгорающими гильзами
На рассвете эры огнестрельного оружия применялись патроны c бумажными гильзами, которые при выстреле сгорали. Однако несмотря на дешевизну и лёгкость, такие патроны страдали многочисленными недостатками — в первую очередь низкой надёжностью из-за влагопроницаемости бумаги, склонностью к деформации при заряжании, прорывом пороховых газов при выстреле.
До массового применения были доведены только артиллерийские выстрелы с частично сгорающей гильзой (выстрелы к советским танковым пушкам У-5ТС, Д-68, Д-81ТМ): корпус гильзы сгорает при выстреле вместе с пороховым зарядом, оставляя только металлический поддон, который выполняет функцию обтюрации и легко экстрагируется из ствола после выстрела.
Следует также упомянуть орудия картузного типа, которые, строго говоря, не используют унитарный патрон и являются орудиями раздельного заряжания.

### Безоткатные орудия
В тридцатых годах советский инженер Курчевский экспериментировал с безоткатными орудиями. Все автоматические безоткатные орудия Курчевского были устроены одинаково. Заряжание производилось с дула унитарными патронами с гильзами из нитроткани. Патроны перемещались к дулу по цилиндрическому магазину, расположенному над стволом, а далее попадали в лоток перед дульным срезом, оттуда специальным устройством досылались в канал ствола. Все операции производились пневматическим приводом, сжатый воздух подавался из специального баллона. Гильза из нитроткани (целлюлозно-пироксилиновое полотно которое в артиллерии используют для зарядных картузов) по проекту должна была полностью сгорать, но делать этого она не хотела, да ещё и рвалась в магазине при подаче. В результате происходили систематические отказы при подаче и разрывы ствола.

## Размещение метательного заряда в теле снаряда
Впервые безгильзовые патроны, в которых пороховой заряд размещался внутри пустотелой пули, появились в середине XIX века в США вместе с многозарядным пистолетом «Волканик». Однако они ярко высветили общий недостаток патронов такого типа: внутри метательного снаряда помещается малое количество пороха, из-за чего они не отличаются высокой мощностью. Как результат, особого распространения они не получили.
Разработчики стрелкового оружия вернулись к этой идее во время Второй мировой войны. В нацистской Германии были разработаны пистолетные патроны безгильзового типа, но опять-таки они не были пущены в производство. В 1970-х годах очередная попытка была предпринята итальянскими оружейниками, создавшими пистолет-пулемёт Benelli CB M2 использующий 9-мм безгильзовые пистолетные патроны, по мощности превосходящие стандартные 9×19 мм Парабеллум. Однако к тому времени интерес к пистолетам-пулемётам был в целом утрачен, так как в обращение вошли штурмовые винтовки под промежуточный патрон.
Безгильзовые боеприпасы с зарядом в задней части корпуса использовала японская авиационная пушка Ho-401, но её снаряды имели невысокую баллистику и применялись лишь с небольших расстояний по наземным целям.
Для стрельбы из пистолетов Герасименко использовались 7,62-мм безгильзовые патроны, у которых пороховой метательный заряд размещался в самой пуле. Такой вариант безгильзовых патронов иногда именуют патрон-пуля или пуля-патрон.
Пуля стальная точёная, сзади имеет полость для заряда и внутреннюю резьбу, в которую вворачивается латунная капсюльная втулка. Во втулку впрессован капсюльный состав, покрытый снаружи лаком или медной фольгой. Фланец этой втулки также служит для врезания в нарезы ствола, то есть выполняет функцию ведущего пояска. После накола (инициирования) капсюль выгорает, воспламеняя заряд внутри и освобождая занятое собой отверстие для истечения пороховых газов изнутри патрона-пули.
Несмотря на основной недостаток схемы с расположением метательного заряда в корпусе снаряда — малую мощность порохового заряда, — она нашла своё применение там, где требования к начальной скорости снаряда невелики: в миномётах. Некоторые гранатомёты — ручные, подствольные (ГП-25, ГП-30) и автоматические («Балкан») — также используют этот принцип: в задней части гранаты сформирована полость с метательным зарядом, при сгорании которого пороховые газы выходят через отверстия в её донце.
Основным поражающим действием снарядов в этих случаях является осколочно-фугасное, а не кинетическое, а метательный заряд лишь обеспечивает доставку снаряда к цели.

## Безгильзовый патрон калибра 4,7×33 мм
В 1970-е годы в Германии была создана винтовка HK G11 с необычным безгильзовым патроном со сгорающим капсюлем — пуля вставлялась в прямоугольный блок из прессованной нитроцеллюлозы. По весу и размеру (8×8×33 мм) он был примерно вдвое меньше стандартного патрона 5,56×45 мм. Для этого было разработано метательное вещество на основе нитрамина, имевшее высокую температуру воспламенения и позволявшее прессовать из него патронные блоки произвольной формы. Снаружи патрон был покрыт сгорающим при выстреле веществом, защищавшим порох от влаги и самовоспламенения — но, как оказалось, в недостаточной мере. Платой за это стала чувствительность к температуре окружающей среды — при температуре ниже нуля по Цельсию начальная скорость пули значительно падала.
После продолжительных испытаний выяснилось, что при стрельбе с закрытого затвора велик риск воспламенения пороха от раскалённых стенок патронника. Оружие было отправлено на доработку; проблема с самовозгоранием была частично разрешена, и к началу 1990-х годов около тысячи HK G11 поступило в распоряжение бундесвера. Однако после объединения Германии финансовые трудности, с которыми столкнулось германское правительство, вынудили его сократить финансирование многих военных программ и отменить программу перехода армии бундесвера на новый боеприпас. Также одной из причин отказа от этого боеприпаса стала проблема обтюрации пороховых газов, так полностью и не решённая конструкторами. Это привело к снижению ресурса ствола до 4000 выстрелов (у АК этот ресурс составляет 12000 выстрелов, по гарантии завода-изготовителя), что сделало оружие под этот патрон очень дорогим ещё и в плане эксплуатации (ствол — самая дорогая деталь).
В 1990-x годах подобные безгильзовыe патроны (Voere VEC-91) предлагались для винтовки с продольно-поворотным затвором, но с системой электронного воспламенения (что позволяет отказаться от легковоспламеняющегося капсюля, тем самым в значительной мере разрешая эту проблему), но в с связи с необычностью популярности не получили.

## Оружие под безгильзовый патрон
- MR-C — Главной особенностью MR-C является использование безгильзовых патронов.
- Metal Storm Система гранатомётов и пулемётов Metal Storm — нарезной ствол с электронной схемой управления стрельбой, который не имеет подвижных деталей. Воспламенение зарядов — электроимпульсное. В зависимости от типа боеприпасов в стволе могут находиться от 3 до 6 безгильзовых снарядов.
- ВАГ-73 — опытный 7,62-мм 48-зарядный пистолет конструкции Герасименко В. А.
- ППЖ-05 — казахстанский опытный пистолет-пулемёт конструкции Жетёсова С. С.
- Gyrojet — уникальный комплекс ручного ракетного оружия (пистолет, карабин и винтовка), разработанный компанией MB Associates в 1960-х годах.
- HK XM8 — комплекс стрелкового оружия-разработан главным образом для замены автоматов М16 и М4А1, имея меньшую массу и большую надёжность при использовании новых патронов с легкой композитной металлопластиковой гильзой.
- Pancor Jackhammer — Для питания предусматривались специальные магазины — магазин должен снаряжаться в заводских условиях, при этом порох, снаряд (картечь, пуля и т. п.) и капсюль снаряжались непосредственно в барабан, без гильз. Полностью снаряжённый барабан («Ammo Cassette») герметично упаковывался в пластиковую плёнку и в таком виде должен был поставляться пользователям. Перед заряжанием стрелок должен был сорвать с барабана пластиковую обёртку и зарядить его в оружие, а после израсходования всех зарядов — выкинуть.